# Wspólnota administracyjna Dingelstädt
Wspólnota administracyjna Dingelstädt (niem. Verwaltungsgemeinschaft Dingelstädt) – dawna wspólnota administracyjna w Niemczech, w kraju związkowym Turyngia, w powiecie Eichsfeld. Siedziba wspólnoty znajdowała się w mieście Dingelstädt.
Wspólnota administracyjna zrzeszała sześć gmin, w tym jedną gminę miejską (Stadt) i pięć gmin wiejskich:
1. Dingelstädt, miasto
2. Helmsdorf
3. Kallmerode
4. Kefferhausen
5. Kreuzebra
6. Silberhausen

1 stycznia 2019 wspólnota została rozwiązana. Gmina Kallmerode została przyłączona do miasta Leinefelde-Worbis, a pozostałe cztery gminy do miasta Dingelstädt i stały się ich dzielnicami.